# تاوارایا سوتاتسو
تاوارایا سوتاتسو (به ژاپنی: 俵屋 宗達 Tawaraya Sōtatsu); c. 1570 – c. 1640) نقاش اهل ژاپن بود.